# Pan Jowialski
Pan Jowialski. Komedia w czterech aktach – czteroaktowa komedia Aleksandra Fredry wystawiona po raz pierwszy w 1832, wydana w 1834.

## Opis
Sztuka powstała prawdopodobnie w pierwszych miesiącach 1832 (na czystopisie widnieje data 7 kwietnia 1832, będąca zapewne datą rozpoczęcia odpisu). Prapremiera odbyła się we Lwowie 22 czerwca 1832. W Krakowie sztukę wystawiono po raz pierwszy 28 marca 1833, zaś w Warszawie 10 maja 1835. Drukiem autor ogłosił Pana Jowialskiego w czwartym tomie zbiorowego wydania dzieł w 1834. Zachowało się kilka rękopiśmiennych przekazów tekstu. Od początku XX w. sztuka była wystawiana przynajmniej 87 razy, w tym czterokrotnie jako spektakl telewizyjny: w 2018 w reż. Artura Żmijewskiego, w 1987 w reż. Tadeusza Bradeckiego, w 1982 w reż. Zygmunta Wojdana oraz w 1976 w reż. Olgi Lipińskiej.
Tytułowy pan Jowialski stał się symbolem starszego gawędziarza, który nieustannie zamęcza otoczenie powtarzaniem historyjek. W treść sztuki wplecione są bajki jak Osiołkowi w żłoby dano, Małpa w kąpieli, Paweł i Gaweł, Czyżyk i zięba, funkcjonujące także jako osobne utwory. Pan Jowialski należy do najczęściej wystawianych sztuk Fredry. W tytułową rolę wcielali się m.in. Wincenty Rapacki, Ludwik Solski, Aleksander Zelwerowicz, Marian Cebulski i Adam Ferency.

## Treść
Akcja utworu dzieje się w latach 20. XIX wieku w dworze państwa Jowialskich, prawdopodobnie na Podkarpaciu. W dworze spotykają się przedstawiciele różnych pokoleń i środowisk. Reprezentantami anachronicznej staropolskiej szlachty są państwo Jowialscy. Syn i synowa Jowialskich (Szambelan i Szambelanowa) reprezentują pokolenie Oświecenia, jednak ich oświeceniowe ideały są dość powierzchowne. Helena, córka Szambelana, jest czytelniczką dzieł romantycznych. Ludmir i Wiktor reprezentują ubogich artystów. Ludmir, udający pijanego szewczyka, staje się obiektem zabawy towarzystwa. Przebrany za sułtana ma możliwość mówienia otoczeniu prawdy. Ostatecznie zostaje rozpoznany przez Szambelanową jako zaginiony w niemowlęctwie syn jej z pierwszego małżeństwa, otrzymuje rękę Heleny wraz z prawem do dziedzictwa.

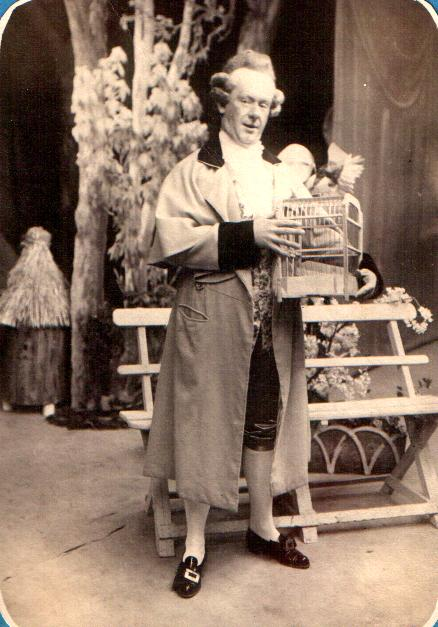
Aleksander Zelwerowicz w roli Szambelana, Teatr im. Słowackiego w Krakowie, 1918
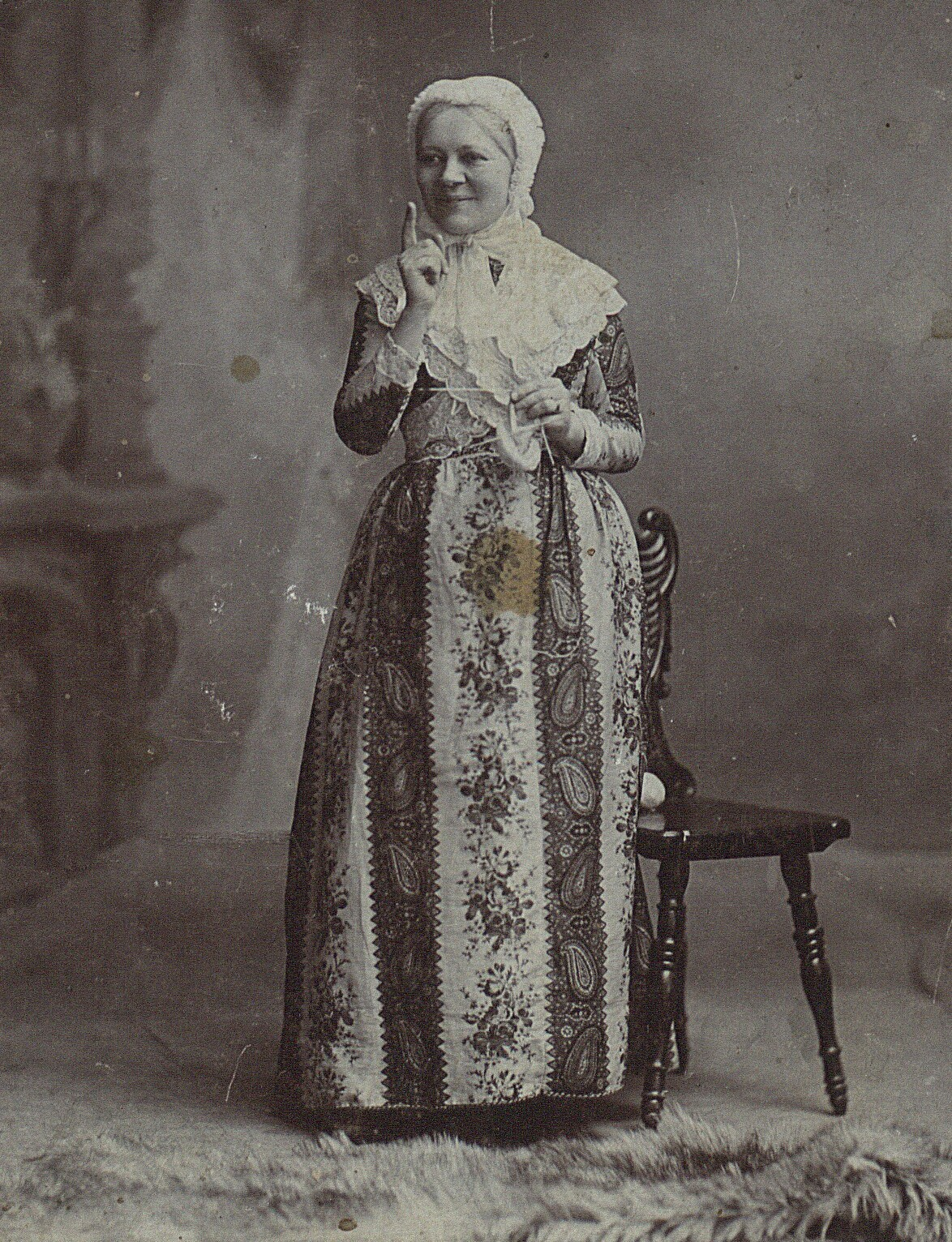
Anna Gostyńska jako Pani Jowialska, 1905
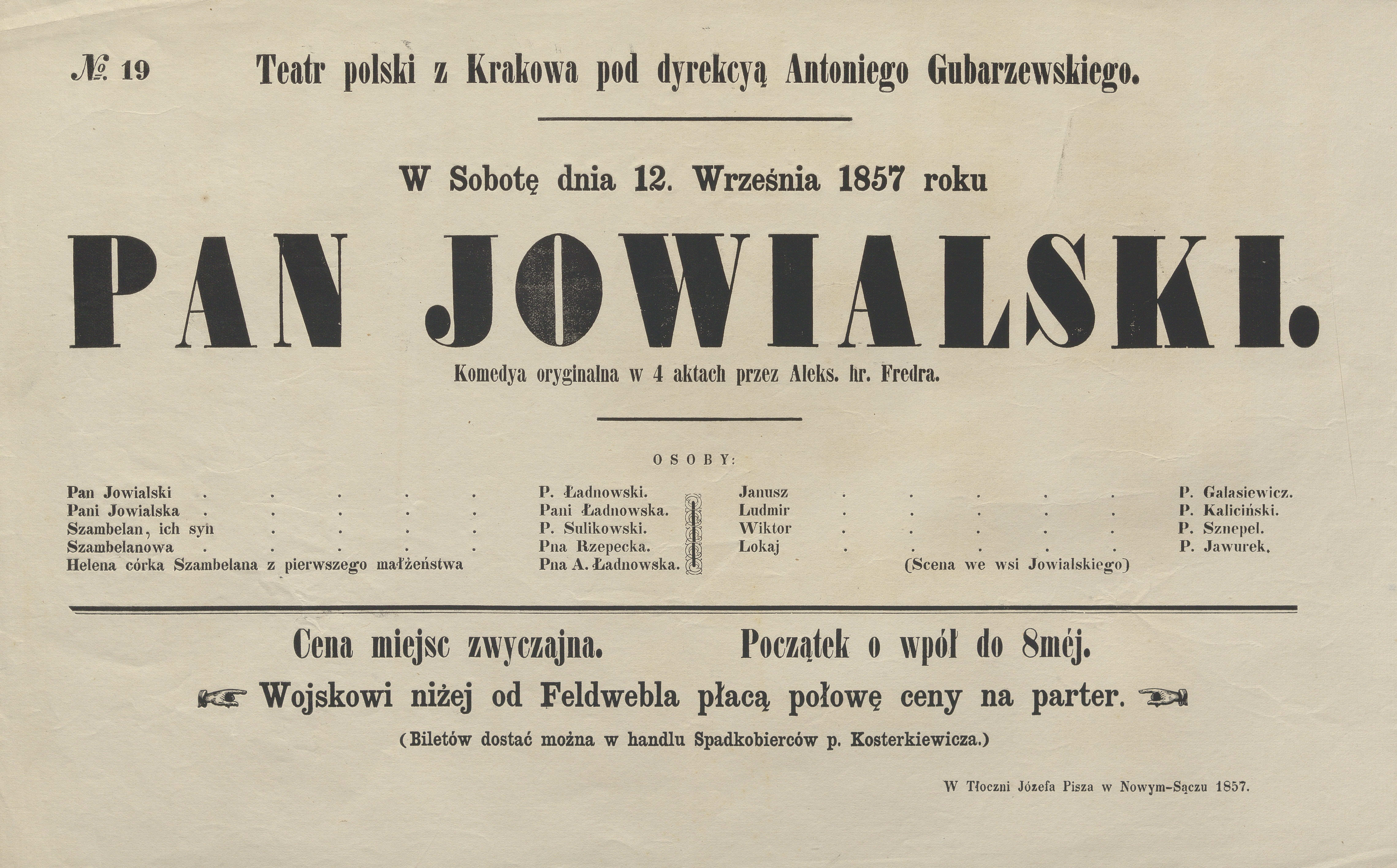
Afisz, Teatr Polski w Krakowie, 1857
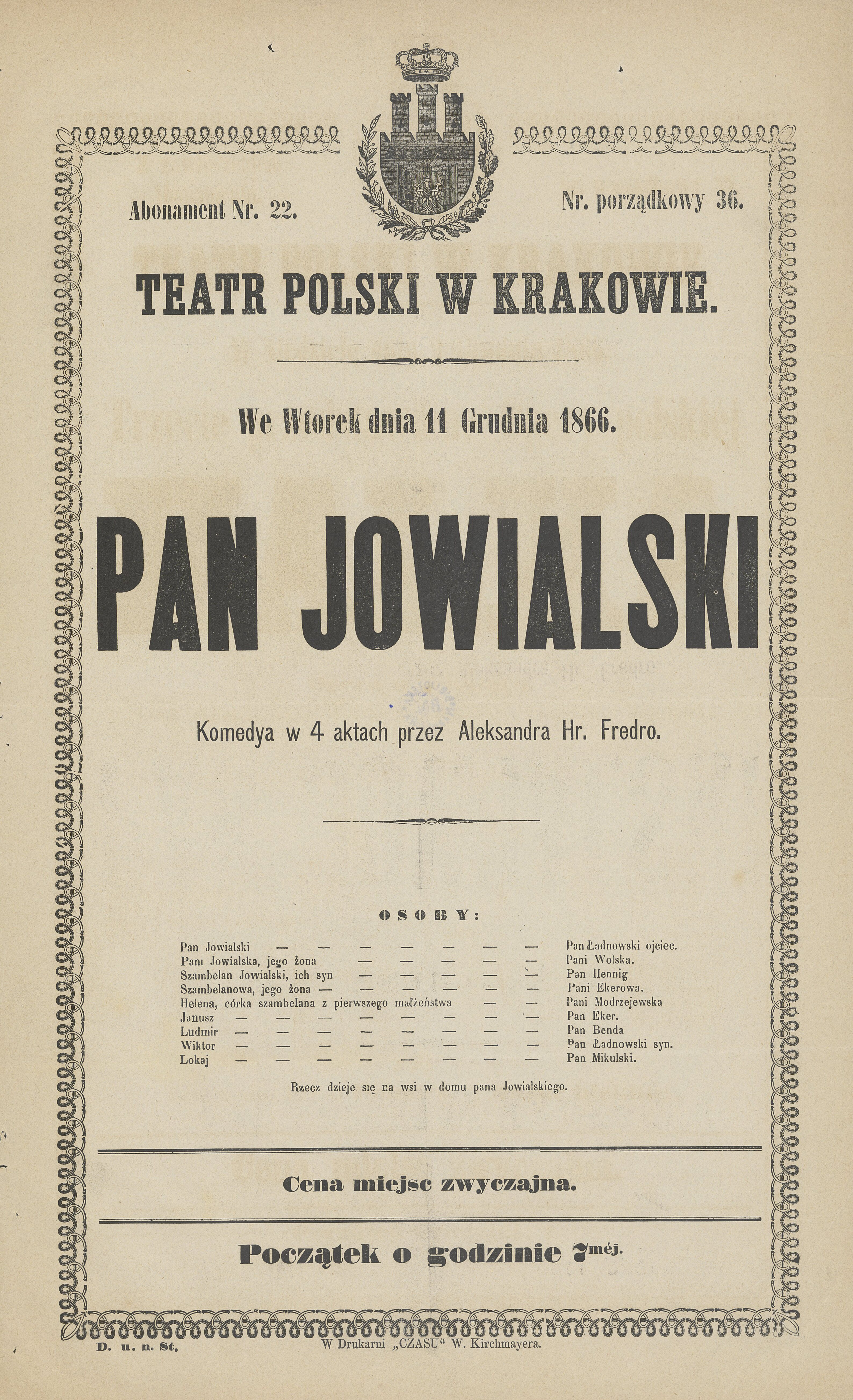
Afisz, Teatr Polski w Krakowie, 1866
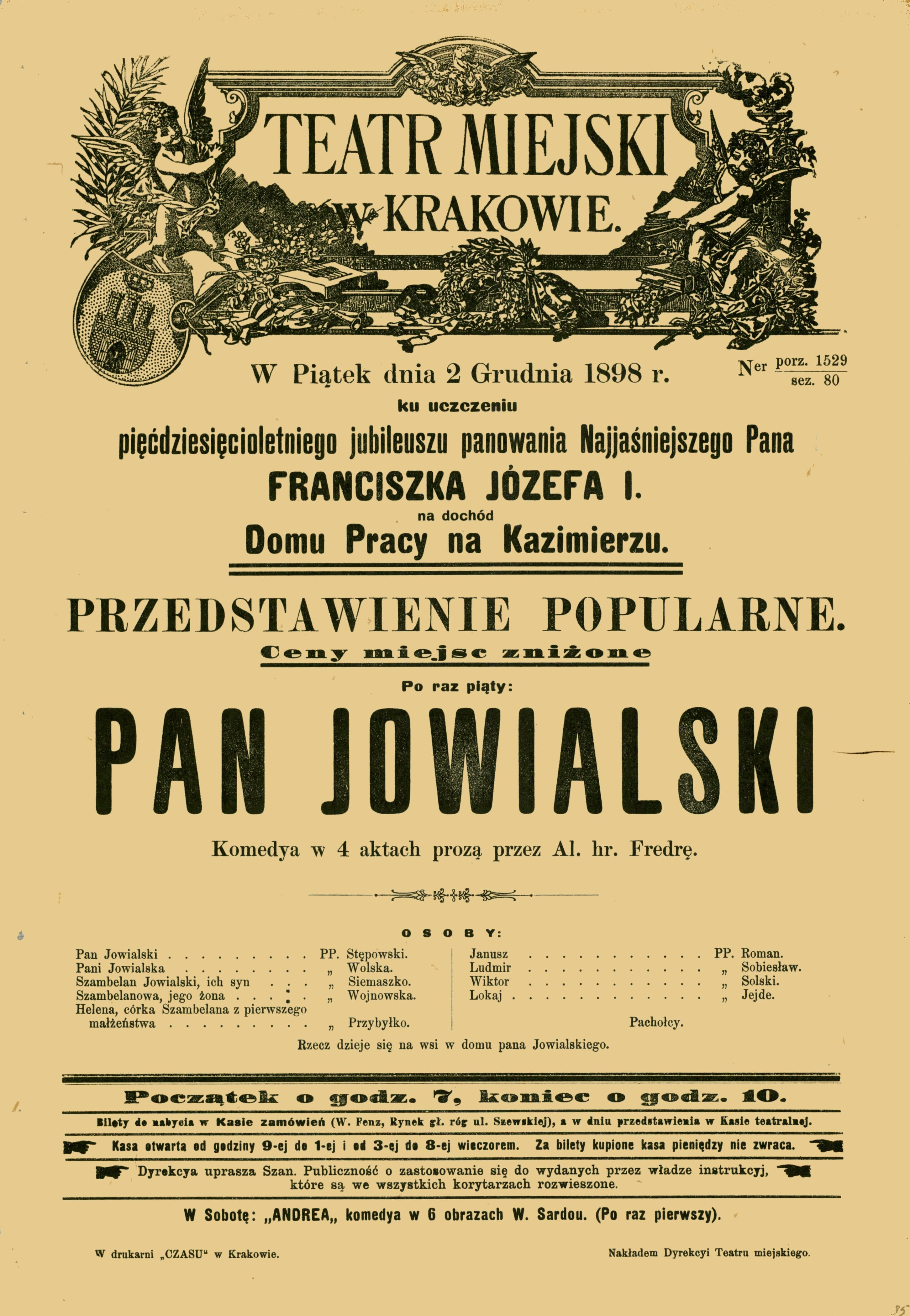
Afisz, Teatr Miejski w Krakowie, 1898
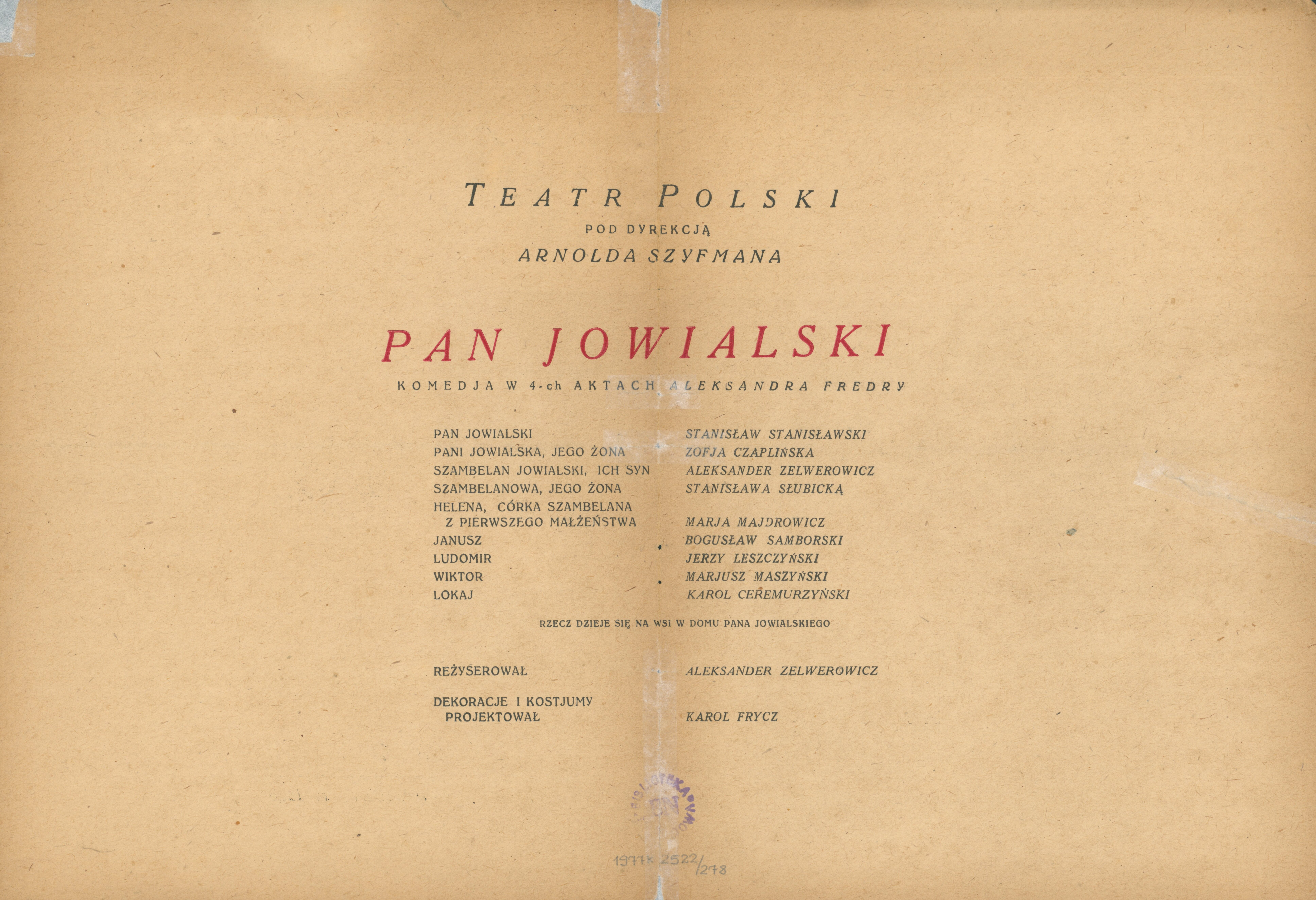
Program, Teatr Polski w Warszawie, 1923